# Thảm họa
Một thảm họa là một sự gián đoạn nghiêm trọng xảy ra trong một thời gian ngắn hoặc dài gây thiệt hại về người, vật chất, kinh tế hoặc môi trường trên diện rộng, vượt quá khả năng của cộng đồng hoặc xã hội bị ảnh hưởng để đối phó với nó bằng việc sử dụng các nguồn lực của chính mình. Các nước đang phát triển phải chịu chi phí lớn nhất khi thảm họa xảy ra - hơn 95% tổng số ca tử vong do các mối nguy hiểm xảy ra ở các nước đang phát triển và thiệt hại do các rủi ro tự nhiên cao gấp 20 lần (tính theo GDP) ở các nước đang phát triển so với các nước công nghiệp. Dù thảm họa xảy ra ở xã hội nào thì nó đều có xu hướng gây ra thay đổi trong chính phủ và đời sống xã hội. Thảm họa thậm chí có thể thay đổi tiến trình lịch sử bằng cách tác động rộng rãi đến toàn bộ dân số và phơi bày sự quản lý sai lầm hoặc tham nhũng bất kể thông tin được kiểm soát chặt chẽ như thế nào trong một xã hội. Thường chia ra Thảm họa Thiên Nhiên và Thàm họa Nhân đạo.

## Một số thảm họa trong lịch sử
Thời thượng cổ:
- Núi lửa Vesuvius phun trào

Thời hiện đại:
- Núi lửa Krakatau phun trào (27 tháng 8 1883)
- Titanic bị chìm (15 tháng 4 1912)
- Thảm họa Hindenburg (6 tháng 5 1937)
- Rơi máy bay Boeing 747 KAL007 (1 tháng 9 1983)
- Nổ nhà máy hạt nhân Chernobyl (25 tháng 5 1986)
- Nổ tàu con thoi Challenger  (28 tháng 1 1986)
- Chìm phà Estonia (September 28 1994)
- The_Boston_Molasses_Disaster (15 tháng 1 1919)
- Vụ nổ Halifax (6 tháng 12 1917)
- Máy bay B-25 đâm vào Tòa nhà Empire State (July 28 1945
- Thảm họa Aberfan 21 tháng 10 năm 1966
- Vụ ném bom nguyên tử xuống Hiroshima và Nagasaki ngày 6 và 9 tháng 8 năm 1945.
- Động đất Đường Sơn 1976.
- Động đất và sóng thần Ấn Độ Dương ngày 26 tháng 12 năm 2004.
- Động đất và sóng thần vùng Đông Bắc Nhật Bản ngày 11 tháng 3 năm 2011.
- Cháy rừng ở Úc năm 2020.